# La Floresta, Lleida
La Floresta là một đô thị trong tỉnh Lleida, cộng đồng tự trị Cataluña Tây Ban Nha. Đô thị La Floresta (Spagna) có diện tích là 5,44 ki-lô-mét vuông, dân số năm 2009 là 179 người với mật độ 32,9 người/km². Đô thị La Floresta (Spagna) có cự ly km so với tỉnh lỵ Lleida.